# Liste der Biografien/Tk
Liste der Biografien |
Portal Biografien |
Personensuche
# |
A |
B |
C |
D |
E |
F |
G |
H |
I |
J |
K |
L |
M |
N |
O |
P |
Q |
R |
S |
T |
U |
V |
W |
X |
Y |
Z |
?
 
Ta |
Tc |
Te |
Tf |
Tg |
Th |
Ti |
Tj |
Tk |
Tl |
Tm |
To |
Tq |
Tr |
Ts |
Tu |
Tv |
Tw |
Tx |
Ty |
Tz
Die Liste der Biografien führt alle Personen auf, die in der deutschsprachigen Wikipedia einen Artikel haben. Dieses ist eine Teilliste mit 53 Einträgen von Personen, deren Namen mit den Buchstaben „Tk“ beginnt.

## Tk

### Tka
- Tkáč, Alojz (1934–2023), slowakischer Geistlicher, römisch-katholischer Erzbischof von Košice
- Tkáč, Anton (1951–2022), tschechoslowakischer Radrennfahrer
- Tkáč, Jaroslav (1871–1927), österreichischer klassischer Philologe und Arabist
- Tkáč, Richard (* 1985), slowakischer Gewichtheber
- Tkachenko, Nataliya (* 1975), ukrainisch-deutsche Pianistin, Klavierpädagogin und Musikwissenschaftlerin
- Tkachiev, Vladislav (* 1973), französischer Schachmeister russisch-kasachischer Herkunft
- Tkachuk, Brady (* 1999), US-amerikanischer Eishockeyspieler
- Tkachuk, Keith (* 1972), US-amerikanischer Eishockeyspieler und -scout
- Tkachuk, Matthew (* 1997), US-amerikanischer EishockeyspielerMatthew Tkachuk (* 1997)

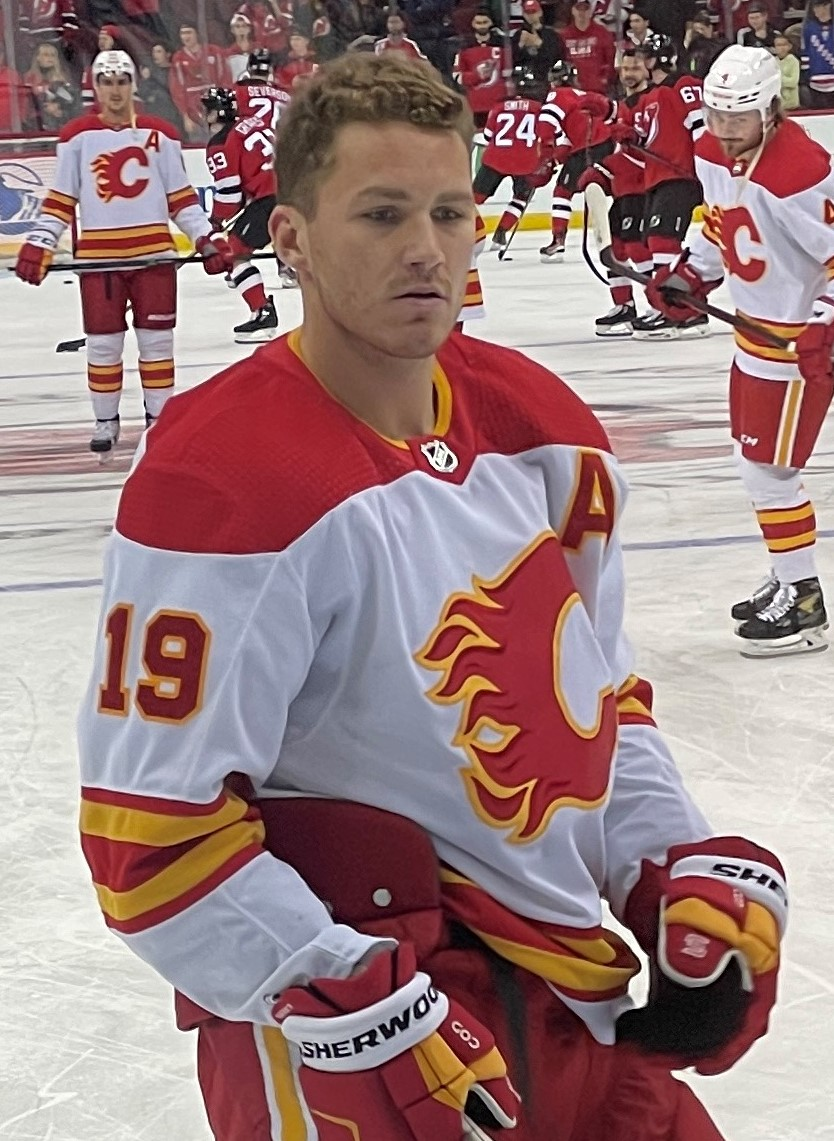
Matthew Tkachuk (* 1997)

- Tkacz, Krystyna (* 1947), polnische Schauspielerin und Sängerin
- Tkaczuk, Daniel (* 1979), kanadischer Eishockeyspieler und -trainer
- Tkaczuk, Walt (* 1947), kanadischer Eishockeyspieler
- Tkaczyk, Grzegorz (* 1980), polnischer Handballspieler
- Tkaczyk, Wilhelm (1907–1982), deutscher Dichter und Bibliothekar
- Tkaczyszyn-Dycki, Eugeniusz (* 1962), polnischer Lyriker
- Tkadlík, František (1786–1840), böhmischer Maler und Zeichner
- Tkalec, Helmut (* 1959), österreichischer Tischlermeister, Holzgestalter und Antiquitätenhändler
- Tkalenko, Ruslan (* 1992), ukrainischer Biathlet
- Tkaltschewitsch, Sina (* 1999), deutsche rhythmische Sportgymnastin
- Tkatsch, Julija (* 1989), ukrainische Ringerin
- Tkatsch, Kristina Olegowna (* 1999), russische Poolbillardspielerin
- Tkatsch, Serhij (1952–2018), ukrainischer Serienmörder
- Tkatschenka, Aljaksandr (* 1971), belarussischer Freestyle-Skier
- Tkatschenko, Artjom Walerjewitsch (* 1982), russischer Schauspieler
- Tkatschenko, Heorhij (1898–1993), ukrainischer Kobsar
- Tkatschenko, Iwan Leonidowitsch (1979–2011), russischer Eishockeyspieler
- Tkatschenko, Jekaterina Igorewna (* 1995), russische Skirennläuferin
- Tkatschenko, Kyrylo (* 1980), ukrainischer Autor
- Tkatschenko, Nadija (* 1948), sowjetisch-ukrainische Fünfkämpferin
- Tkatschenko, Oleksandr (* 1939), ukrainischer Politiker
- Tkatschenko, Oleksandr (* 1960), sowjetisch-ukrainischer Ruderer
- Tkatschenko, Oleksandr (* 1966), ukrainischer Journalist, Medienproduzent und langjähriger Vorstandsvorsitzende der 1+1 Media group
- Tkatschenko, Sergei (* 1963), ukrainischer Schachkomponist
- Tkatschenko, Sergei (* 1999), kasachischer Skispringer
- Tkatschenko, Witali (* 1937), sowjetischer Radrennfahrer
- Tkatschenko, Wladimir Petrowitsch (* 1957), sowjetischer Basketballspieler
- Tkatschow, Alexander Nikolajewitsch (* 1960), russischer Politiker
- Tkatschow, Alexander Wassiljewitsch (* 1957), sowjetischer Turner
- Tkatschow, Igor Iwanowitsch (* 1957), russischer Astrophysiker und Hochschullehrer
- Tkatschow, Pjotr Nikititsch (1844–1886), russischer Theoretiker des Terrorismus
- Tkatschow, Sergei Anatoljewitsch (* 1989), russischer Fußballspieler
- Tkatschowa, Marija Sergejewna (* 2001), russische Tennisspielerin
- Tkatschowa, Tazzjana, belarussische Dokumentarfotografin
- Tkatschuk, Denis Gennadjewitsch (* 1989), russischer Fußballspieler
- Tkatschuk, Serhij (* 1992), ukrainischer Fußballspieler
- Tkatschuk, Wiktorija (* 1994), ukrainische Hürdenläuferin
- Tkautz, Melissa (* 1974), australische Schauspielerin, Sängerin, Model und Moderatorin

### Tke
- Tkemaladse, Sura (* 2000), georgischer Tennisspieler

### Tki
- T'Kint de Roodenbeke, Arnold (1853–1928), belgischer Politiker und Senatspräsident

### Tko
- Tkotsch, Paul (1895–1963), römisch-katholischer Geistlicher und Weihbischof im Bistum Berlin
- Tkotsch, Sarah (* 1988), deutsche Schauspielerin und Synchronsprecherin
- Tkotsch, Sina (* 1990), deutsche SchauspielerinSina Tkotsch (* 1990)

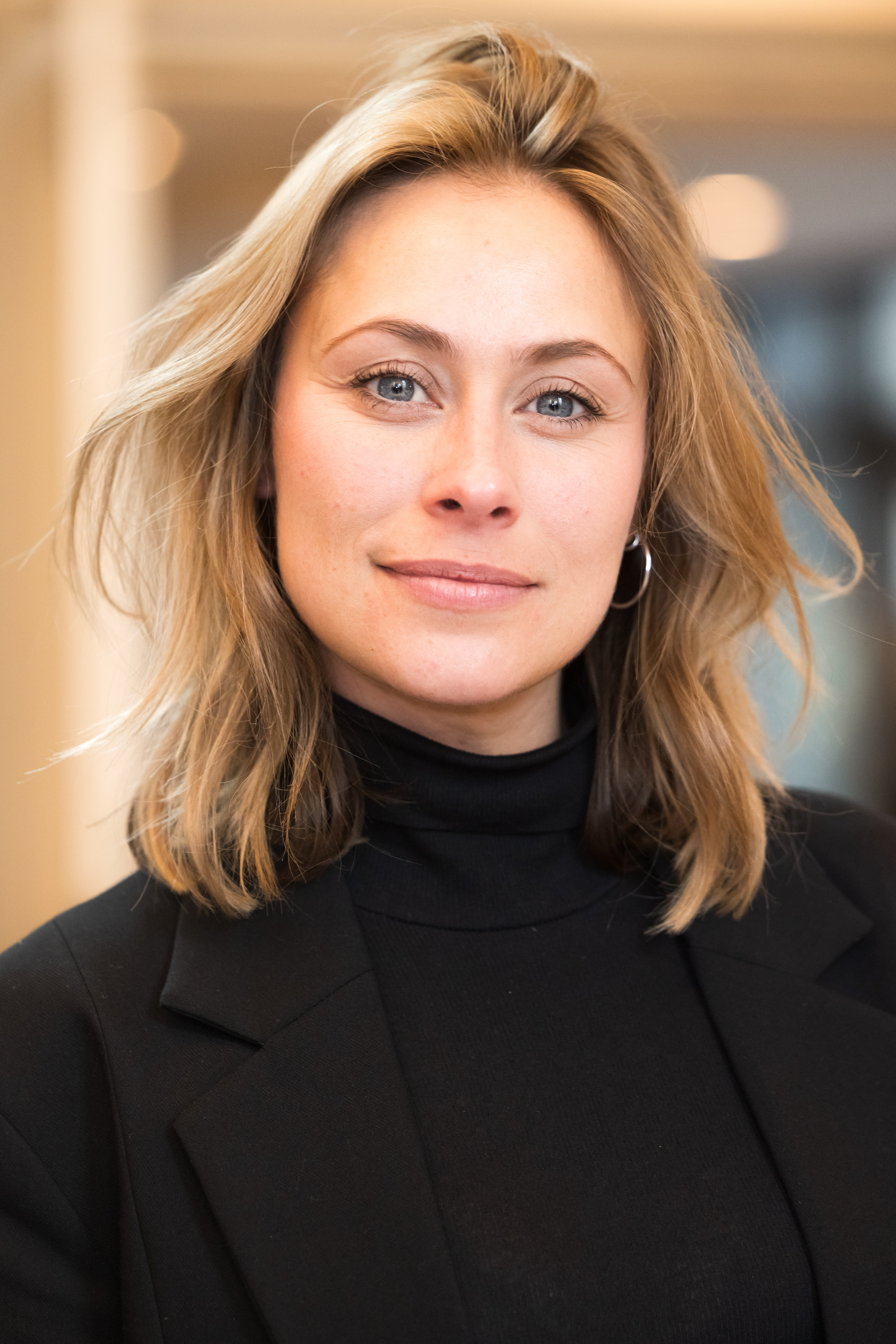
Sina Tkotsch (* 1990)

- Tkotz, Hannes (1925–2017), deutscher Fußballspieler